# Банк государств Центральной Африки

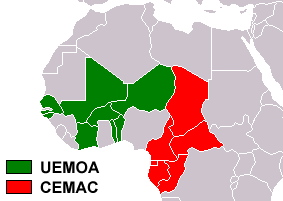
Страны зоны Франка КФА
Западноафриканский экономический и валютный союз (Западноафриканский франк КФА)
Центральноафриканское валютно-экономическое сообщество (Центральноафриканский франк КФА)

Банк государств Центральной Африки (фр. Banque des États de l'Afrique Centrale, BEAC) — центральный банк, обслуживающий шесть государств Центральной Африки, входящих в состав Экономического и валютного сообщества Центральной Африки: Габон, Камерун, Республика Конго, Центральноафриканская республика, Чад, Экваториальная Гвинея.

## Функции
Центральный банк выполняет следующие основные функции:
- осуществляет эмиссию центральноафриканских франков КФА, имеющих хождение во всех государствах-участниках Сообщества;
- осуществляет денежно-кредитную политику в Сообществе;
- обеспечивает стабильность банковской и финансовой систем;
- содействует развитию платёжных систем и осуществляет надзор за ними;
- управляет официальными валютными резервами государств-членов Сообщества.